# Antoni Samarra
Antoni Samarra i Tugues (Ponts, 31 de marzo de 1886 - Castillo de Burriac, Cabrera de Mar, 4 de diciembre de 1914) fue un polifacético artista español, de origen catalán.

## Biografía
Nacido en Ponts, Lérida, en 1886, con solo 15 años, en 1901, marchó a Barcelona, donde alternó sus trabajos profesionales de picapedrero en algunas obras emblemáticas del modernismo arquitectónico catalán a través de una sentida vocación artística expresada por medio de una obra que conectaba con las posiciones más avanzadas de su época. En 1905 entró a formar parte de la asociación Agrupación Artística y se vinculó estrechamente con el grupo llamado Negros y Carboneros, artistas que usaban el carboncillo en sus composiciones. Después de asistir a clases nocturnas del Ateneo Obrero, en 1908 expuso en la Sala Parés de Barcelona y presentó su obra en Lérida en 1909, de la mano del grupo Heptantropos. Participó en la Exposición General de Arte de 1912 en Lérida y su obra causó un fuerte impacto en los ambientes artísticos leridanos. La originalidad de su trabajo se fundamentaba en el singular efecto de los óleos, de pincelada libre y empastes gruesos y una gran audacia en el uso del color.

## Exposiciones destacadas

### Individuales
- 1906 (junio) — Agrupación Artística de Barcelona
- 1908 (julio) — Sala Parara, Barcelona
- 1909 (marzo) — Salón Verde de la Paeria, Lérida
- 1912 (abril) — Fomento Catalanista, Canet de Mar

### Colectivas
- 1908 (febrero) — Atendéis Obrero, Barcelona
- 1912 (mayo) — Exposición de Artistas Leridanos, la Paeria, Lérida
- 1913 (febrero) — Atendéis Obrero, Barcelona

### Póstumas
- 1928 (junio-julio) — Museo Morera, Lérida
- 1935 (septiembre-octubre, colectiva) — Sala Gaspar, Barcelona
- 1969 (septiembre-octubre) — Sala de actas del Ayuntamiento de Puentes
- 1976 (septiembre, colectiva) — Un siglo de pintura leridana, Galería Tierra Firme, Lérida
- 2001 (noviembre de 2000 - enero de 2001, colectiva) — El siglo de Cristòfol, Fundación La Caixa, Lérida
- 2003 (agosto-septiembre) — Galería Gonzalo Oliván, Sitges
- 2004 Museo de Arte Jaime Morera, Lérida (marzo-mayo); Museo de Canet de Mar (mayo-junio); Ayuntamiento de Ponts (julio)